# روبرتو شیفر
روبرتو شیفر (انگلیسی: Roberto Schaefer) فیلم‌بردار آمریکایی است. وی از سال ۱۹۸۴ میلادی تاکنون مشغول فعالیت بوده‌است.